# Amigos...
 (juillet 2023).
La mise en forme du texte ne suit pas les recommandations de Wikipédia : il faut le « wikifier ».
Les points d'amélioration suivants sont les cas les plus fréquents. Le détail des points à revoir est peut-être précisé sur la page de discussion.
- Les titres sont pré-formatés par le logiciel. Ils ne sont ni en capitales, ni en gras.
- Le texte ne doit pas être écrit en capitales (les noms de famille non plus), ni en gras, ni en italique, ni en « petit »…
- Le gras n'est utilisé que pour surligner le titre de l'article dans l'introduction, une seule fois.
- L'italique est rarement utilisé : mots en langue étrangère, titres d'œuvres, noms de bateaux, etc.
- Les citations ne sont pas en italique mais en corps de texte normal. Elles sont entourées par des guillemets français : « et ».
- Les listes à puces sont à éviter, des paragraphes rédigés étant largement préférés. Les tableaux sont à réserver à la présentation de données structurées (résultats, etc.).
- Les appels de note de bas de page (petits chiffres en exposant, introduits par l'outil «  Source ») sont à placer entre la fin de phrase et le point final[comme ça].
- Les liens internes (vers d'autres articles de Wikipédia) sont à choisir avec parcimonie. Créez des liens vers des articles approfondissant le sujet. Les termes génériques sans rapport avec le sujet sont à éviter, ainsi que les répétitions de liens vers un même terme.
- Les liens externes sont à placer uniquement dans une section « Liens externes », à la fin de l'article. Ces liens sont à choisir avec parcimonie suivant les règles définies. Si un lien sert de source à l'article, son insertion dans le texte est à faire par les notes de bas de page.
- La présentation des références doit suivre les conventions bibliographiques. Il est recommandé d'utiliser les modèles {{Ouvrage}}, {{Chapitre}}, {{Article}}, {{Lien web}} et/ou {{Bibliographie}}. Le mode d'édition visuel peut mettre en forme automatiquement les références.
- Insérer une infobox (cadre d'informations à droite) n'est pas obligatoire pour parachever la mise en page.

Pour une aide détaillée, merci de consulter Aide:Wikification.
Si vous pensez que ces points ont été résolus, vous pouvez retirer ce bandeau et améliorer la mise en forme d'un autre article.
Pour plus de détails, voir Fiche technique et Distribution.
Amigos... est un film comique espagnol de 2011 réalisé par Marcos Cabotá et Borja Manso, et écrit par ce dernier avec Borja Cobeaga.

## Synopsis
Nacho, Santi, Diego et Víctor sont un groupe d'amis qui ont toujours mis leur courage à l'épreuve lors de paris particuliers. Cependant, lors de l'un d'entre eux, Nacho a provoqué l'agression des trois autres amis par des supporters de l'Atleti, ce qui les a amenés à ne plus interagir avec lui. Quelques années plus tard, ils apprennent la mort de Nacho, qui était devenu un présentateur de télévision à succès et qui, dans son testament, les a mis au défi de faire un pari posthume. Celui des trois qui réussira à passer à la télévision et à obtenir la meilleure audience à la fin de l'année héritera de sa fortune, évaluée à 17 millions d'euros.
Diego (Ernesto Alterio), un architecte prospère, hésite à accepter le pari, mais se laisse finalement convaincre par sa femme manipulatrice Carolina (Goya Toledo) qui tire les ficelles pour le faire participer au concours Gran Hermano en le faisant passer pour un transsexuel. Santi (Diego Martín), un célibataire qui vit avec sa mère, se fait passer pour un enfant volé péruvien (bien qu'il n'en ait pas l'air et qu'il ne connaisse rien à la culture péruvienne) dans un talk-show, et Víctor (Alberto Lozano), un agent de la circulation divorcé et père d'un fils, tente de se faufiler dans un reportage et se fait écraser par "Farrita", une célèbre chanteuse de flamenco, ce qui lui donne l'occasion d'apparaître dans des émissions à sensation. Rapidement, le pari commence à affecter la vie des amis ; l'attitude de Victor fait honte à son fils et ils prennent leurs distances. Santi est démasqué comme un imposteur, ce qui entraîne le licenciement de la directrice de casting qui l'a fait entrer dans l'émission, Miranda (Manuela Velasco) dont Santi était tombé amoureux, et Diego est incapable de s'adapter à la vie dans Big Brother et se promène avec une couverture sur la tête en se cognant contre les murs. Carolina, voyant les faibles chances de Diego de gagner le pari, se rend chez Santi pour le séduire et parvenir à un accord avec lui, mais celui-ci, qui a toujours eu une grande aversion pour elle, refuse. À ce moment-là, Victor se rend également chez Santi, qui interprète mal la situation et envoie à Diego un message dans un ballon de baseball à la maison de Big Brother, disant : "Diego, ta femme te trompe avec Santi".
Diego quitte la maison et se retrouve impliqué dans un braquage de banque. Confus et déprimé, Diego s'offre comme otage au braqueur pour passer à la télévision. Santi et Victor, le voyant à l'écran, se rendent également à la banque, ce dernier pensant qu'il s'agit d'un coup monté par Diego. Victor réduit le voleur (pensant qu'il n'est qu'un acteur) et devient un héros, retrouvant l'affection de son fils. Santi profite des caméras pour demander pardon à Miranda, qui accepte. Carolina tente en vain de se faire aimer de Diego.
Les trois amis décident d'attendre la fin de l'année et de partager l'argent, mais la veille du Nouvel An, leur ambition prend le dessus et ils finissent par courir pour apparaître à la Puerta del Sol, le plus réussi étant Santi qui se faufile dans l'horloge et l'ouvre juste avant le carillon, attirant ainsi l'attention de toutes les caméras. Les trois amis se rendent au manoir de Nacho pour voir qui a gagné le pari, mais ils découvrent que Nacho est en fait toujours en vie et que tout cela n'était qu'une supercherie. Mais à ce moment-là, Nacho est renversé par "Farrita", dont le père soudoie les trois amis pour acheter leur silence. La dernière scène du film montre les amis pariant sur la direction que prendront les cendres de Nacho lorsqu'elles seront jetées du haut d'une tour.

## Distribution
- Ernesto Alterio dans le rôle de Diego
- Diego Martín dans le rôle de Santi
- Alberto Lozano dans le rôle de Víctor
- Goya Toledo dans le rôle de Carolina
- Manuela Velasco dans le rôle de Miranda

## Accueil

### Prix
14e édition du festival du cinéma espagnol de Malaga
| Catégorie      | Résultat |
| -------------- | -------- |
| Biznaga d'or   | Nommée   |
| Prix du public | Lauréate |

### Critique
Le quotidien gratuit 20 minutos écrit que "la dérive apocalyptique de la soi-disant 'telebasura', la télé-réalité obscène qui domine les heures de grande écoute des principales chaînes de télévision, Borja Manso et Marcos Cabotá rejoignent l'une des nombreuses béquilles du cinéma espagnol récent (souvenez-vous, par exemple, du tristement célèbre Prime Time de Luis Calvo Ramos) en se tournant vers le petit écran pour y exercer la satire à gros traits, la dénonciation à gros traits. " Javier Ocaña écrit dans El País qu'"en fin de compte, et en l'absence de message ou de mauvais goût, nous nous retrouvons avec un film produit par une chaîne de télévision qui joue à rire de (et non de) ses propres produits". Salvador Llopart écrit dans La Vanguardia que "entre la nouvelle comédie américaine et la vieille astracanada espagnole,... Amigos... manque de sang-froid, et a un excès de moralisation impostureuse". Desirée de Fez écrit dans El Periódico qu'il s'agit d'une "comédie qui manque d'inventivité et d'espièglerie et dont la fin est trop moralisatrice". Noel Ceballos écrit dans Fotogramas que "ce film n'atteint pas le niveau de Pagafantas et No controles pour deux raisons fondamentales : d'une part, les débutants Borja Manso et Marcos Cabotá semblent tellement vouloir prouver leur valeur qu'ils en oublient le timing comique ; d'autre part, leurs immersions occasionnelles dans un sens de l'humour offensif et quelque peu arbitraire finissent par envoyer plusieurs gags loin de leur cible".

### Box-Office
Le film a ouvert le 8 juillet 2011 avec peu de succès, rapportant 295 000 euros dans un bon nombre de cinémas (228). Cependant, lors de son deuxième week-end, il n'a chuté que de 13 % par rapport au précédent, bien qu'il ait perdu 56 cinémas, et lors de son troisième week-end, il a gagné 20 % par rapport au deuxième, en perdant 57 cinémas. Cela signifie qu'en trois semaines, il a gagné 1 360 000 euros, soit 4,5 fois plus que lors de son premier week-end. Son budget était d'un peu moins de 3 000 000 d'euros.